# Kangra

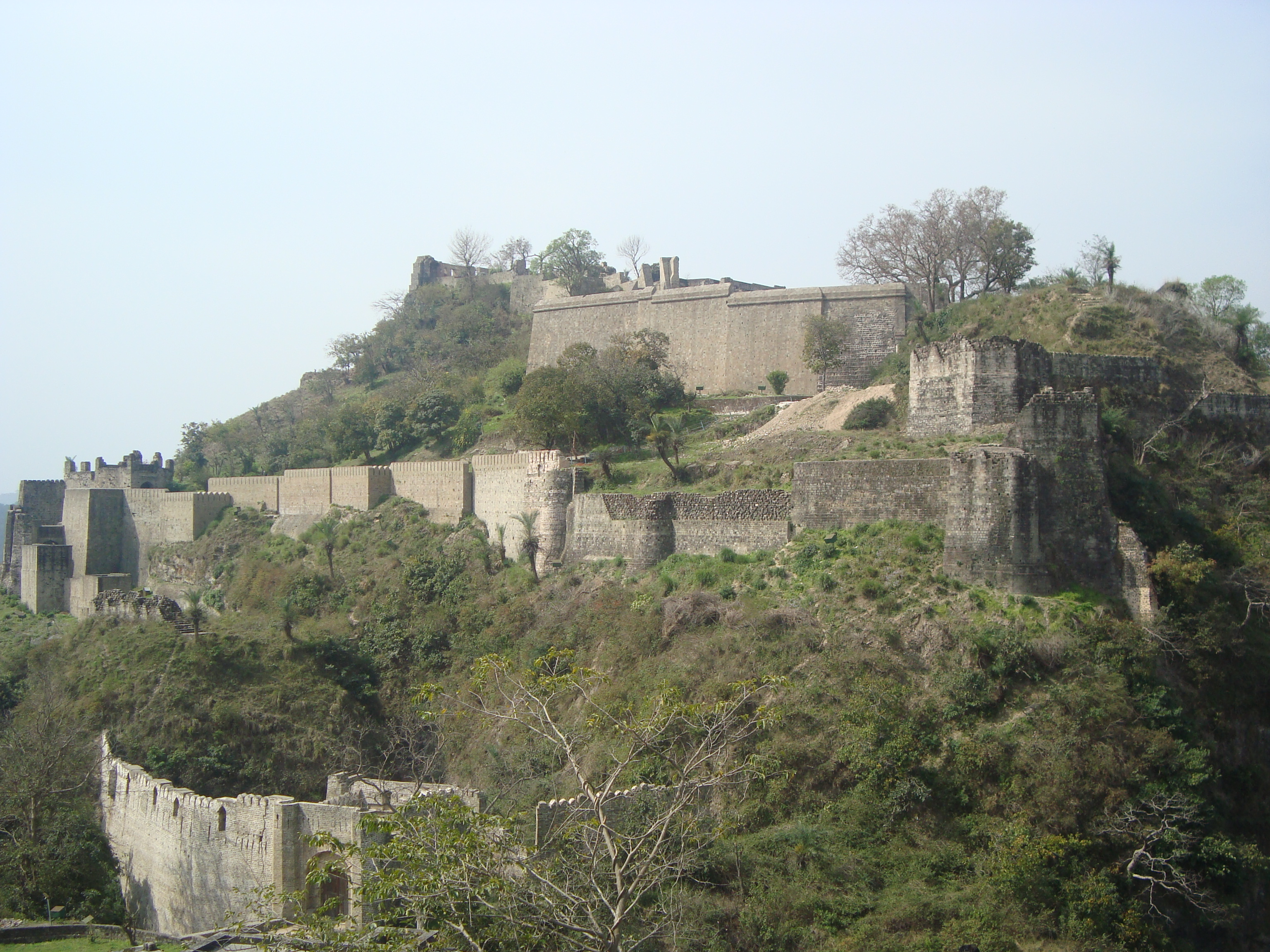
Fortet i Kangra.

Kangra är en stad i den indiska delstaten Himachal Pradesh, och tillhör distriktet Kangra. Folkmängden uppgick till 9 528 invånare vid folkräkningen 2011.